# Jason Robertson
Jason Robertson (* 22. Juli 1999 in Arcadia, Kalifornien) ist ein US-amerikanischer Eishockeyspieler, der seit Mai 2018 bei den Dallas Stars in der National Hockey League unter Vertrag steht und dort auf der Position des linken Flügelstürmers spielt.

## Karriere
Robertson war zunächst im unterklassigen US-amerikanischen und kanadischen Junioreneishockey aktiv, bevor er 2015 bei der OHL Priority Selection in der vierten Runde von den Kingston Frontenacs ausgewählt wurde. Nach einer soliden ersten Spielzeit beendete er die darauffolgende Spielzeit 2016/17 erstmals als punktbester Spieler seines Teams. Anschließend wurde er im NHL Entry Draft 2017 in der zweiten Runde an insgesamt 39. Position von den Dallas Stars ausgewählt. In der darauffolgenden Saison 2017/18 – Robertson war inzwischen zum Assistenzkapitän aufgestiegen – belegte er mit 87 Scorerpunkten in 68 Partien der regulären Saison ligaweit den siebten Platz. Im Mai 2018 unterzeichnete der linke Flügelstürmer einen dreijährigen Einstiegsvertrag bei den Dallas Stars, wurde danach aber erneut in den Juniorenbereich zurückgeschickt.
Der US-Amerikaner begann auch die Spielzeit 2018/19 bei den Kingston Frontenacs, wurde aber im November 2018 zu den Niagara IceDogs transferiert. Dort gelang es ihm sich im Offensivbereich nochmals erheblich zu steigern, sodass der Linksschütze die Saison 2018/19 mit 117 Punkten sowohl als punktbester Spieler der Ontario Hockey League als auch der gesamten Canadian Hockey League beendete. Aufgrund dessen wurde er ins OHL First All-Star Team gewählt, außerdem mit der Eddie Powers Memorial Trophy als Topscorer der Ontario Hockey League und dem CHL Top Scorer Award als erfolgreichster Punktesammler der Canadian Hockey League ausgezeichnet.
Anschließend wechselte Robertson in den Herrenbereich und lief dort in der Folge für die Texas Stars in der American Hockey League (AHL) auf, das Farmteam der Dallas Stars. Für Dallas wiederum gab er im Februar 2020 sein Debüt in der National Hockey League (NHL). Mit Beginn der Spielzeit 2020/21 etablierte er sich in Dallas’ NHL-Aufgebot und überzeugte dort mit 45 Punkten aus 51 Partien derart, dass er als NHL-Rookie des Monats April geehrt wurde und am Saisonende hinter Kirill Kaprisow Rang zwei der ligaweiten Rookie-Scorerliste belegte. Demzufolge nominierte man ihn gemeinsam mit Kaprisow und Alex Nedeljkovic für die Calder Memorial Trophy als besten Rookie der Liga, die jedoch Kaprisow gewann. Robertson allerdings berücksichtigte man im NHL All-Rookie Team. Diese Leistungen bestätigte er im Folgejahr, als er mit 79 Punkten in 74 Spielen erstmals einen Punkteschnitt von über 1,0 erreichte. Anschließend unterzeichnete er im Oktober 2022, kurz vor dem Start der Saison 2022/23, einen neuen Vierjahresvertrag mit einem durchschnittlichen Jahresgehalt von 7,75 Millionen US-Dollar in Dallas.
In eben jener Spielzeit 2022/23 gelang Robertson in der Folge noch einmal eine deutliche Leistungssteigerung auf 109 Punkte aus 82 Partien, womit er sein Team anführte und sich zudem unter den zehn besten Scorern der Liga platzierte. Darüber hinaus stellte er damit einen neuen Team-Rekord der Stars auf, den zuvor Mike Modano (93) innehatte. Am Saisonende wurde er mit einer Berufung ins NHL First All-Star Team geehrt.

### International
Robertson nahm mit der US-amerikanischen Auswahl an der U20-Junioren-Weltmeisterschaft 2019 teil. In sieben Einsätzen erzielte er ein Tor und steuerte sechs Torvorlagen bei. Er gewann mit den Vereinigten Staaten schließlich die Silbermedaille. Im Rahmen der Weltmeisterschaft 2021 gab er sein Debüt für die A-Nationalmannschaft seines Heimatlandes und gewann dort mit ihr die Bronzemedaille.

## Erfolge und Auszeichnungen
| - 2018 OHL Third All-Star Team - 2019 OHL First All-Star Team - 2019 Eddie Powers Memorial Trophy - 2019 CHL Top Scorer Award - 2021 NHL-Rookie des Monats April | - 2021 NHL All-Rookie Team - 2022 NHL-Spieler des Monats November - 2023 Teilnahme am NHL All-Star Game - 2023 NHL First All-Star Team |

### International
- 2019 Silbermedaille bei der U20-Junioren-Weltmeisterschaft
- 2021 Bronzemedaille bei der Weltmeisterschaft

## Karrierestatistik
Stand: Ende der Saison 2024/25

### International
Vertrat die USA bei:
- U20-Junioren-Weltmeisterschaft 2019
- Weltmeisterschaft 2021

(Legende zur Spielerstatistik: Sp oder GP = absolvierte Spiele; T oder G = erzielte Tore; V oder A = erzielte Assists; Pkt oder Pts = erzielte Scorerpunkte; SM oder PIM = erhaltene Strafminuten; +/− = Plus/Minus-Bilanz; PP = erzielte Überzahltore; SH = erzielte Unterzahltore; GW = erzielte Siegtore; 1 Play-downs/Relegation; Kursiv: Statistik nicht vollständig)

## Familie
Sein jüngerer Bruder Nicholas Robertson (* 2001) ist ebenfalls professioneller Eishockeyspieler und debütierte 2020 für die Toronto Maple Leafs in der NHL.